# Цементит
Железният карбид (още цементит) е химично съединение на въглерода с желязото, задавано с формулата Fe3C (или Fe2C:Fe) и притежава ромбоидна кристална структура. По качества е твърд и чуплив. Обикновено определян като керамичен в чистата си форма, но се използва предимно в металургията.